# High Fidelity (журнал)
High Fidelity (часто сокращённо до HiFi) — американский журнал, выходивший с апреля 1951 по июль 1989 года, посвящённый информации о высококачественном аудио- и видеооборудовании, аудиозаписях и других аспектах музыкального мира, таких как история музыки, биографии и анекдотические истории известных исполнителей или о них самих.

## История
Журнал был основан аудиофилом Милтоном Б. Слипером в 1951 году High Fidelity, штаб-квартира издания находилась в Грейт-Баррингтоне, штат Массачусетс. Одним из первых редакторов High Fidelity был Чарльз Фаулер. Первоначально журнал выходил раз в квартал, впоследствии стал ежемесячным, и Фаулер занял место издателя.
В 1957 году владельцем High Fidelity и его дочернего издания Audiocraft стала компания Billboard Publications, Inc., после того как она приобрела издательство High Fidelity, Audiocom, Inc. у Фаулера.
В 1974 году High Fidelity, вместе со своим дочерним изданием Modern Photography, был продан холдингу American Broadcasting Company за 9 миллионов долларов. На момент сделки тиражи «High Fidelity» и «Modern Photography» составляли 260 000 и 470 000 экземпляров соответственно.
В январе 1981 года, по решению ABC Consumer Magazines, штаб-квартира High Fidelity была перемещена в Нью-Йорк (переезд занял примерно год). В 1989 году High Fidelity и Modern Photography были проданы компании Diamandis Communications (ныне Hachette Filipacchi Media), которая поглотила High Fidelity переориентировав его подписчиков на свой журнал Stereo Review (который в 2000 году был переименован в Sound and Vision). К моменту закрытия Diamandis тиражи журналов High Fidelity и Modern Photography составляли 327 000 и 689 000 экземпляров соответственно.

## Musical America
В 1964 компания Billboard Publications (тогдашний владелец High Fidelity) приобрела журнал Musical America и начала включать его в качестве дополнительного приложения к избранным номерам High Fidelity, которые рассылались только по подписке, за дополнительную плату.. Эта схема распространения журнала продолжалась и после того, как High Fidelity был продан ABC Consumer Magazines в 1974 году.
В 1986 году ABC решили возродить Musical America в виде отдельного ежемесячного издания (которое впоследствии стало выходить раз в два месяца), чтобы бороться с потерей читательской аудитории, вызванной появлением нового конкурирующего издания о классической музыке Opus. Основателем Opus был Джеймс Р. Острайхом — бывший редактор High Fidelity, которого уволили в 1983 году из-за протеста против сокращения (с 18-ти до 1-2 страниц) освещения классической музыки (материалы о которой он курировал) в High Fidelity/Musical America. Последовавшего из-за якобы низкого интереса со стороны читателей. В знак протеста против увольнения Острайха из издания уволились еще несколько человек, освещающих этот жанр, в итоге присоединившись к журналу последнего.
Перезапуск Musical America в 1987 году в виде отдельного журнала не произвёл ажиотажа, из-за игнорирования руководством ABC многих крупных рынков. Хотя Musical America демонстрировал скромные тиражи, журнал избежал участи High Fidelity, который продали компании Diamandis в 1989-м, и оставался в составе ABC до 1991 года, после чего его выкупил медиа-инвестор Джерри М. Риттерман.